# متلازمة ثلاسيميا ألفا مرتبطة بتخلف عقلي
متلازمة ثلاسيميا ألفا المرتبطة بالتخلف العقلي، وتسمى أيضًا متلازمة الإعاقة الذهنية لثلاسيميا ألفا المرتبطة بالصبغي X أو متلازمة إيه تي آر -إكس، هي حالة وراثية متنحية مرتبطة بالصبغي X تحدث نتيجة طفرة في جين إيه تي آر إكس. يكون الذكور المصابون بهذه الحالة معاقين ذهنيًا بشكل معتدل ويملكون سمات جسدية معينة بما في ذلك ملامح الوجه الخشنة وصغر الرأس (صغر حجم الرأس) وفرط التباعد (مسافة زائدة بين العينين) وانخفاض جسر الأنف وميلان الشفة العلوية وانقلاب الشفة السفلية. يعد فقر الدم الخفيف أو المعتدل، المرتبط بالثلاسيميا ألفا، جزءًا من الحالة. لا تملك الإناث المصابات بهذا الجين الطافر علامات أو سمات محددة، وإن حدث، قد تتظاهر بتعطيل الصبغي X بشكل منحرف.
قد تترافق متلازمة إيه تي آر-إكس أيضًا بمشاكل في تنظيم مستويات ثاني أكسيد الكربون وتنظيم درجة حرارة الجسم الطبيعية، وسبب ذلك محل نقاش واسع ولكنه غير معروف حاليًا، قد يحتاج العديد من الأطفال المصابين بمتلازمة إيه تي آر-إكس. إلى علاج داعم بالأكسجين طوال حياتهم ولكن الحالات التي تتطلب الأكسجين لفترة طويلة نادرة الحدوث، يحتاج العديد من الأطفال الذين يعانون من إيه تي آر-إكس إلى مساعدة في التغذية كاللجوء إلى التغذية بالأنبوب الأنفي المعدي والأنبوب الأنفي الصائمي، وهذا لا يحدث في جميع الحالات. يعاني العديد من الأطفال أيضًا من حالات خطيرة من ارتجاع المريء، والتي قد تتطلب عمليات شفط طبية منتظمة.

## علم التخلق
«بسبب دور إيه تي آر إكس في تنظم ديناميكيات الكروماتين المغاير، قد تؤدي الطفرات في هذا الجين إلى تأثيرات نسخية عكس الاتجاه عبر معقد الجينات أو المناطق المتكررة المشاركة في النمط العام للاضطراب، بالإضافة إلى شرح الاختلافات في النمط الظاهري ما بين المرضى. مثلًا، تؤثر الطفرات في جين إيه تي آر إكس على التعبير عن مجموعة جينات ألفا غلوبين، مسببةً الثلاسيميا ألفا». يتفاعل إيه تي آر إكس مع عامل النسخ المرافق دي إيه إكس إكس (البروتين المرتبط بالموت) وعنقود جينات ألفا-غلوبين. تعد جميعها مسؤولة عن ترسيب الهستون إتش 3.3 في مناطق القسيم الطرفي والمناطق المحيطة بالقسيم المركزي. تعد أيضًا مسؤولة عن تنظيم التعبير الجيني في هذه المناطق. يتميز جين إيه تي آر إكس بمناطق ناقصة ومفرطة المثيلة.
يُجدر بالذكر أن وجود طفرة في جين إيه تي آر إكس لا يضمن بالضرورة إصابة المريض بمتلازمة إيه تي آر-إكس. مع ذلك، يشيع أن يكون لدى مرضى إيه تي آر-إكس فرط مثيلة عامة في مناطق غير ممثيلة عادةً، مثل جزر ثنائي النوكليوتيد CpG والمحفزات. تعد معظم الجينات التي تخضع لتغيرات المثيلة مسؤولة عن عمليات الاصطناع الحيوي والأيض والمثيلة، وتوجد 42.5% من هذه الجينات في مناطق القسيم الطرفي والمناطق المحيطة بالقسيم المركزي. من هذه الجينات بّي آر دي إم 9 و2-بي إتش إم تي 2. يشفر بّي آ دي إم 9 لناقلة ثلاثي ميثيل هستون إتش 3 لايسين -4، وهي هدف نوعي لجين إيه تي آر إكس، ويشفر 2-بي إتش إم تي 2 لناقلة ميثيل بيتين هوموسيستين، والتي تحفز مثيلة الهوموسيستين.

## التشخيص
عند الاشتباه في إيه تي آر -إكس بناءً على الأعراض، يمكن إجراء التشخيص عن طريق اختبار الجينوم. إذا كانت النتائج قاطعة وتوجه إلى متلازمة إيه تي آر -إكس، غالبًا ما يُطلب من الإناث من نفس العائلة المشاركة في اختبار الجينوم لمعرفة ما إذا كان أي شخص آخر في العائلة يملك هذا الجين.